# Acroporium ulicinum
Acroporium ulicinum là một loài Rêu trong họ Sematophyllaceae. Loài này được (Mitt.) H.A. Crum mô tả khoa học đầu tiên năm 1986.